# Clas Zilliacus
Clas Robert Zilliacus (* 26. Mai 1943 in Mariehamn, Åland) ist ein finnlandschwedischer Literaturwissenschaftler und Übersetzer. Er ist Emeritusprofessor der Åbo Akademi.

## Leben und Wirken
Zilliacus machte 1961 sein Abitur (schwedisch studentexamen) am schwedischsprachigen klassischen Gymnasium in Åbo (finnisch Turku). Danach studierte er Anglistik und vergleichende Literaturwissenschaft an der Åbo Akademi, machte 1967 den Bachelor (schwedisch kandidatexamen) und schloss sein Studium 1968 mit dem Lizenziat ab. Internationale Studienaufenthalte führten ihn an das Trinity College Dublin und die Columbia University.
1976 wurde Zilliacus an der Åbo Akademi mit einer englischsprachigen Dissertation über Samuel Becketts Werk für Radio und Fernsehen promoviert. Danach war er bis 1986 als Dozent für Literaturwissenschaft an der Åbo Akademi angestellt, bzw. in kürzeren Perioden 1978, 1984–1985 und 1986 als Assistenzprofessor. 1986 wurde er Professor für Literaturwissenschaft und war Lehrstuhlinhaber bis zu seiner Emeritierung 2008. 1996 war Zilliacus Gastprofessor an der Universität Minnesota, von 2001 bis 2002 Dekan der Philosophischen Fakultät der Åbo Akademi. Zwischen 1995 und 1999 wirkte er als Vorstandsmitglied der Samuel Beckett Society, zwischen 2000 und 2010 der International Association of Scandinavian Studies und seit 2003 der Schwedischen Literaturgesellschaft in Finnland.
Seine Forschung nach der Dissertation behandelte u. a. die Geschichte der Presse sowie finnlandschwedische Schriftsteller, vorwiegend Zacharias Topelius. Für seine schwedische Neuübersetzung von Hamlet wurde ihm 1984 der Staatspreis für Literatur (schwedisch Statspris för litteratur) verliehen. Zilliacus war Herausgeber des zweiten Teils des zweibändigen Handbuchs über die finnlandschwedische Literaturgeschichte (schwedisch Finlands svenska litteraturhistoria) und zwischen 1981 und 1986 einer der Redakteure des Jahrbuchs Trajekt (Zeitschrift, Klett-Cotta), in dem auch Texte von ihm in deutscher Übersetzung erschienen.
Ab 1995 war er Mitglied der Academia Europaea.

## Veröffentlichungen (Auswahl)
- Tidningshuvud och tidningshjärta, 1981
- Opinionens tryck, (zusammen mit Henrik Knif), 1985

### Übersetzung
- William Shakespeare Den tragiska berättelsen om Hamlet, prins av Danmark :  översättning och efterskrift av Clas Zilliacus, 1983

### Herausgeber
- Björlingstudier, 1993
- Finlands svenska litteraturhistoria II (1900-talet), 2000
- Erhållit Europa, vilket härmed erkännes. Henry Parland-studier, 2011

## Preise und Auszeichnungen
- 1984 Staatspreis für Literatur
- 1986 Mitglied der Finnischen Wissenschaftlichen Gesellschaft[6]
- 1995 Finnland-Preis der Schwedischen Akademie
- 1995 Mitglied der Academia Europaea